# Bemisia afer
Bemisia afer es un insecto hemiptero de la familia Aleyrodidae y la subfamilia Aleyrodinae.
Bemisia afer fue descrita científicamente por primera vez por Priesner & Hosny en 1934.